# 1575 Winifred
Az 1575 Winifred (ideiglenes jelöléssel 1950 HH) a Naprendszer kisbolygóövében található aszteroida. Cameron, R. C. fedezte fel 1950. április 20-án.